# Westliche Stülpnasenotter
Die Westliche Stülpnasenotter (Porthidium ophryomegas) ist eine Grubenotter aus der Gattung der Hakennasen-Lanzenottern (Porthidium).

## Merkmale
Die Westliche Stülpnasenotter ist eine kleine bis mittelgroße, relativ schlanke Viper. Weibchen erreichen eine Gesamtlänge bis 77 Zentimeter, Männchen bleiben etwas kleiner. Der Kopf ist bei Aufsicht dreieckig und deutlich vom Hals abgesetzt. Die Schnauzenspitze ist aufgeworfen, weist aber keinen fleischigen Vorsprung auf. Die Kopfoberseite ist bedeckt mit zahlreichen gekielten, asymmetrisch angeordneten kleinen Schuppen. Zwischen Augen und Nasenloch befindet sich ein, für Grubenottern typisches, Grubenorgan zur Wahrnehmung von Wärmestrahlung.
Der Kopf weist bei Männchen einen hellen Schläfenstreifen (bräunlich, grau oder orange) zwischen Auge und Mundwinkel auf, der an der unteren Kante von einem dunkelbraunen Streifen begrenzt wird. Die Labialschilde (Ober- und Unterlippenschilde) sind mit abwechselnden dunklen und hellen Flecken gezeichnet. Bei jungen Männchen fehlt der Schläfenstreifen. Weibchen sind am Kopf wesentlich heller und kontrastärmer gezeichnet, die Flecken der Labialschilde sind schwach ausgeprägt oder fehlen. Auf dem Körper zeigen sich dorsal 21 bis 41 paarige, braune bis nahezu schwarze und klar definierte Flecken, die durch einen schmalen, hellen Streifen über der Rückenmitte getrennt werden. Seitlich ist je eine weitere Reihe Flecken erkennbar, welche jedoch schwächer ausgeprägt sind. Die Grundfarbe variiert zwischen grau, hellbraun oder braun. Die Flecken auf dem Rücken sind deutlicher ausgeprägt als bei Porthidium nasutum. Die Bauchseite ist hell cremefarben und unregelmäßig dunkel gefleckt. Der Giftapparat besteht aus modifizierten Speicheldrüsen (Giftdrüsen), die über einen Giftkanal mit hohlen, einklappbaren Fangzähnen im vorderen Oberkiefer verbunden sind (solenoglyphe Zahnstellung). Es sind 23 bis 27 Reihen gekielter Rückenschuppen um die Körpermitte, 156 bis 173 Ventralia (Bauchschilder) und 32 bis 46 nicht geteilte Subcaudalia (Unterschwanzschilder) vorhanden. Das Scutum anale ist ungeteilt.

## Lebensweise
Porthidium ophryomegas führt eine weitgehend nachtaktive Lebensweise. Erhöhte Aktivität lässt sich nach Regenfällen feststellen. Nach Sonnenuntergang findet man die Art zudem oftmals auf Straßen. Zum größten Teil ist sie bodenbewohnend,  klettert  jedoch auch im Geäst kleiner Büsche oder auf Mauern, wo sie gelegentlich in Lauerstellung beobachtet wurde. Die Fortpflanzung erfolgt durch Ovoviviparie, Porthidium ophryomegas bringt also lebende Jungschlangen zur Welt. Dabei kann der Wurf bis zu 15 Jungschlangen umfassen. Die Geburt erfolgt in der Regenzeit zwischen Mai und August. Das Beutespektrum ist breit und umfasst kleine Echsen, Frösche, Kleinsäuger und eventuell auch Vögel. Beutetiere werden durch einen Giftbiss immobilisiert. Nach dem Biss lässt die Schlange die Beute los und folgt ihr bis zum Einsetzen der Giftwirkung. Jungschlangen erbeuten zudem vermutlich auch Wirbellose. Bei Bedrohung setzt die Art sich rasch durch Bisse zur Wehr.

## Vorkommen
Das Verbreitungsgebiet erstreckt sich in Mittelamerika über die pazifischen Gebiete von Guatemala, El Salvador, Nicaragua und Costa Rica (Nordwesten). Auf atlantischer Seite sind kleinere Verbreitungsgebiete in Guatemala und Honduras bekannt.  Es werden Gebiete in Höhen zwischen 0 und 1400 Meter über dem Meeresspiegel besiedelt. Porthidium ophryomegas kommt häufig vor, der Gesamtbestand wird als nicht gefährdet eingestuft. Die besiedelten Habitate umfassen trockene und feuchte Tieflandwälder und Wälder der Vorgebirge. Dabei toleriert die Art auch vom Menschen beeinflusste Biotope.

## Schlangengift
Ein Giftbiss beim Menschen entfaltet vermutlich vorwiegend lokale Symptome. Allerdings kommt es nur selten zu Zwischenfällen mit der Art, daher mangelt es an klinischen Berichten über die Giftwirkung beim Menschen. Nach einem Giftbiss sollte ärztlicherseits auf Anzeichen einer Koagulopathie geachtet werden. Untersuchungen des Proteoms der Toxine von Porthidium nasutum, Porthidium ophryomegas und Cerrophidion sasai (in der Studie als C. godmani aufgeführt) aus Costa Rica erwiesen für Porthidium ophryomegas das Vorhandensein acht verschiedener Proteinfamilien. Es ließen sich zwar reichlich Metalloproteasen und Serinproteasen nachweisen, Untersuchungen mit menschlichem Plasma deuten jedoch nicht auf einen signifikanten Effekt auf die Blutgerinnung. Im Tierversuch (Maus) zeigen sich leichte myotoxische (muskelschädigende) Effekte, die mit einem relativ geringen Anteil an Phospholipase A₂-Enzymen in Verbindung gebracht werden. Die Proteomik unterstreicht die enge Verwandtschaft der beiden Porthidium-Arten.

## Taxonomie
Die wissenschaftliche Erstbeschreibung der Art erfolgte im Jahr 1868 durch den französischen Zoologen Marie Firmin Bocourt. Er ordnete sie damals unter der Bezeichnung Bothrops ophryomegas den Amerikanischen Lanzenottern (Bothrops) zu. 1994 wurde sie durch Welch erstmals als Porthidium ophryomegas geführt.
Bekannte Synonyme sind:
- Bothrops lansbergii ophryomegas Bocourt 1868
- Trimeresurus ophryomegas – Bocourt 1909
- Trimeresurus lansbergii – Schmidt & Andrews 1936
- Trimeresurus lansbergii annectans Schmidt 1936 (fide Wilson & Meyer 1982)
- Bothrops lansbergii annectens (Schmidt 1936) (fide Wilson & Meyer 1985)
- Bothrops lansbergii annectens – Hoge 1966
- Bothrops lansbergii annectens – Peters & Orejas-Miranda 1970
- Bothrops ophryomegas – Peters & Orejas-Miranda 1970
- Bothrops ophryomegas – Villa et al. 1988
- Porthidium ophryomegas – Welch 1994
- Porthidium ophryomegas – McDiarmid, Campbell & Touré 1999
- Porthidium ophryomegas – Savage 2002
- Porthidium ophryomegas – Wallach et al. 2014

Unterarten sind nicht bekannt.